# Sigrun Wodars
Sigrun Wodars (nascida Ludwigs, e Grau, do segundo casamento) (Neu Kaliß, 7 de novembro de 1965) é uma ex-meio fundista da Alemanha Oriental, campeã olímpica e mundial dos 800 metros.
Começou a carreira no atletismo nas provas de 400 m rasos em Schwerin, na Pomerânia, conseguindo destaque em torneio juvenis. Trocou de clube e passou a disputar os 800 m, junto com sua companheira de treinos e clube, Christine Wachtel, que seria sua maior rival nos anos seguintes.
Passando a competir com o sobrenome de casada de Wodars, ela ganhou seu primeiro título nacional em 1986, ano em que também conquistou a medalha de prata no Campeonato Europeu de Atletismo, em Stuttgart, ficando atrás da soviética Nadezhda Olizarenko, campeã olímpica e ex-recordista mundial da prova.
No início do ano seguinte, Wodars perdeu para Watchel no Campeonato Mundial de Atletismo em Pista Coberta, mas conseguiu a revanche no torneio mais importante, sagrando-se campeã mundial dos 800 m no Campeonato Mundial de Atletismo de 1987, em Roma. No ano seguinte, em Seul 1988, teve sua maior conquista, ganhando a medalha de ouro da prova, com a dupla de alemães-orientais fazendo ouro  e prata no pódio olímpico dos 800 m femininos.
Wodars completou sua carreira de títulos em 1990, vencendo o Campeonato Europeu em Split, na Iugoslávia. Divorciando-se e casando-se novamente, com o novo sobrenome de Grau ela competiu no Campeonato Mundial de Atletismo de 1991, em Tóquio e nos Jogos Olímpicos de Barcelona, em 1992, sem contudo conseguir classificação para as finais em ambos os eventos.
Retirou-se do atletismo em 1992 e hoje exerce a profissão de fisioterapeuta.